# Asch-Schaich al-Mufīd
Abū ʿAbdallāh Muhammad ibn Muhammad al-Hārithī (arabisch أبو عبد الله محمد بن محمد الحارثي, DMG ِAbū ʿAbdallāh Muḥammad ibn Muḥammad al-Ḥāriṯī), bekannt unter dem Ehrentitel asch-Schaich al-Mufīd (arabisch الشيخ المفيد, DMG aš-Šaiḫ al-Mufīd ‚der belehrende Scheich‘), geb. 948 oder 950 bei ʿUkbarā nördlich von Bagdad; gest. 29. November 1022 in Bagdad, war einer der wichtigsten imamitisch-schiitischen Theologen und Rechtsgelehrten der Buyidenzeit. Er gilt auch als „Kirchenvater“ des imamitischen Rationalismus von Bagdad. Historisch bedeutsam ist er vor allem durch seine Übernahme von Methoden des Kalām und ihre Weiterentwicklung im Rahmen der schiitischen Glaubenslehre.

## Name
Nach dem Beruf seines Vaters war al-Mufīd auch als Ibn al-Muʿallim („Sohn des Lehrers“) bekannt. Den Ehrentitel al-Mufīd („der Belehrende“) soll ihm der muʿtazilitische Exeget ʿAlī ibn ʿĪsā ar-Rummānī (gest. 994) oder ʿAbd al-Dschabbār ibn Ahmad verliehen haben. Ibn an-Nadīm, der ihn persönlich kannte, erwähnt diesen Ehrentitel in seinem 978/88 abgeschlossenen Fihrist noch nicht. Nach Ibn Schahrāschūb (gest. 1192) war es der „Herr der Zeit“ (ṣāḥib az-zamān), also der zwölfte Imam, der ihm den Titel asch-Schaich al-Mufīd verlieh. Die schiitische Tradition überliefert einen Brief des zwölften Imams an asch-Schaich al-Mufīd, in dem er ihn so angesprochen haben soll.

## Abstammung
Al-Mufīds Familie gehörte zu dem südarabischen Stamm der Banū l-Hārith ibn Kaʿb. Sein Vater war Lehrer in Wāsit gewesen, bevor er nach ʿUkbarā zog, einer am Ostufer des Tigris auf halbem Weg zwischen Bagdad und Mosul.

## Leben

### Kindheit und Ausbildung
Al-Mufīd wurde am 11. Dhū l-Qaʿda 336 (= 23. Mai 948) oder 338 (= 2. Mai 950) in Suwayqat al-Basrī in der Nähe von ʿUkbarā geboren. Er kam als Junge nach Bagdad und hörte bereits im Muharram 347 (= April 958) Hadithe in der Moschee von al-Mansūr. Sein Lehrer im Fiqh war Dschaʿfar ibn Muhammad Ibn Qūlūya (gest. 978/79) aus Qum. Im Kalām scheint sein Hauptlehrer Abū l-Dschaisch al-Muzaffar ibn Muhammad al-Balchī al-Warrāq (gest. 977/78) gewesen zu sein, der in den imamitischen Quellen als Schüler des imamitischen Kalām-Gelehrten Abū Sahl ibn Naubacht beschrieben wird und wahrscheinlich auch bei Abū l-Qāsim al-Balchī studiert hatte. Es war wahrscheinlich er, bei dem al-Mufīd eine Grundausbildung in der Bagdader Schule der Muʿtazila erhielt und mit den Lehren der Banū Naubacht bekannt gemacht wurde. Die islamische Tradition hörte er bei einer großen Zahl von schiitischen und schiitenfreundlichen Traditionariern, darunter Abū ʿUbaidallāh al-Marzubānī (gest. 994) und Abū Bakr Muhammad ibn ʿUmar Ibn al-Dschiʿābī (gest. 966). Die Tradition der imamitischen Schule von Qum erhielt er hauptsächlich von Ibn Qūlūya, Muhammad ibn Ahmad al-Qummī (gest. 978/79) und Ibn Bābawaih, den er wahrscheinlich während dessen Besuchen in Bagdad in den Jahren 963 und 966 hörte.

### Aktivität als Kalām-Gelehrter
Al-Mufīd richtete regelmäßig eine Diskussionsrunde in seinem Haus in der Darb-Riyāh-Straße aus, an der die Allgemeinheit der Gelehrten teilnahm. In dieser Straße hatte er auch eine Moschee. Auch anderswo debattierte er mit zahlreichen Gelehrten gegnerischer Fraktionen, darunter mit dem Aschʿariten al-Bāqillānī. Die Schiiten überliefern die Mitschrift von einer Disputation, die al-Mufīd mit ihm über die Designation von ʿAlī als Nachfolger des Propheten geführt haben soll. Ein weiteres Thema, über das die beiden disputierten, war die Verwendung des Qiyās bei rechtlichen Fragen. Zu den Gelehrten, die mit ihm disputierten, gehörte auch ein „muʿtazilitischer Scheich aus Raiy, der wegen der Stellung seiner Vorfahren und der Verbundenheit mit dem Staat (taʿalluquhu bi-d-daula) hoch geehrt wurde“. Hierbei handelte es sich wahrscheinlich um ʿAbd al-Dschabbār ibn Ahmad.
Als führender Theologe der Imamiten gewann al-Mufīd schnell an Ansehen und Einfluss. Ibn an-Nadīm, der ihn persönlich kannte, beschreibt ihn in seinem Fihrist als einen „Meister in der Kunst des Kalām“ (muqaddam fī ṣināʿat al-kalām) und als scharfsinnigen und geistesgegenwärtigen Gelehrten. Abū Haiyān at-Tauhīdī lobt ihn als eloquenten, einfallsreichen und beharrlichen Debattierer.
Ein Indiz für al-Mufīds Ansehen als Lehrer war auch die Tatsache, dass der Scherifen-Obmann Abū Ahmad al-Husain ibn Mūsā al-Mūsawī ihn zum Mentor seiner beiden Söhne ar-Radī (gest. 1016) und al-Murtadā (gest. 1044) machte, die später selbst dieses Amt ausübten. Ibn al-Dschauzī (gest. 1200) schreibt, dass er auch bei den Herrschern der Randprovinzen (umarāʾ al-aṭrāf) eine hohe Stellung hatte, weil sie seiner Lehrrichtung zuneigten. Damit waren wahrscheinlich die Buyiden gemeint. Von dem buyidischen Herrscher ʿAdud al-Dawla (gest. 983) ist bekannt, dass er ihn oft besuchte.

### Verbannungen
Im Jahre 1002 wurde al-Mufīd nach Unruhen aus Bagdad verbannt, ohne dass erkennbar ist, dass er an ihrer Initiierung beteiligt war. 1008 stand er erneut im Zentrum von Unruhen. Nach dem Bericht Ibn al-Dschauzīs war dieses Mal der Auslöser, dass einige Haschimiden vom Basra-Tor zu seiner Moschee in der Darb-Riyāh-Straße kamen und ihn beleidigten. Die Anhänger al-Mufīds waren darüber ärgerlich und riefen die Bewohner von al-Karch zum Kampf auf. Wenige Wohen später wurde al-Mufīd erneut aus der Stadt verbannt, allerdings wurde ihm aufgrund der Fürsprache des schiitischen Stammeschefs ʿAlī ibn Mazyad schon bald die Rückkehr erlaubt.
Gemeinsam mit anderen prominenten Imamiten unterzeichnete al-Mufīd das Dokument, das im Jahr 1011/12 auf Befehl des abbasidischen Kalifen al-Qādir erstellt wurde und die Genealogie der fatimidischen Kalifen in Frage stellte. 1018 wurde er nach neuen Unruhen erneut aus Bagdad verbannt. In der übrigen Zeit war al-Mufīd mit Unterricht und der Abfassung von Werken beschäftigt.

### Tod
Al-Mufīd starb am 2. Ramadan 413 (= 29. November 1022). Der Totengebet wurde von seinem Schüler asch-Scharīf al-Murtadā (gest. 1044) gehalten und von einer gewaltigen Menschenmenge besucht. Al-Mufīd wurde zunächst in seinem Haus und später auf dem Friedhof der Quraisch neben seinem Lehrer Ibn Qūlūya in der Nähe des neunten Imam Muhammad al-Dschawād begraben.

## Schüler
Nahezu alle führenden imamitischen Gelehrten der folgenden Generation waren al-Mufīds Schüler: asch-Scharīf ar-Radī (gest. 1015) und asch-Scharīf al-Murtadā (gest. 1044), at-Tūsī, an-Nadschāschī, al-Karādschakī, Sālār al-Dailamī, Abū s-Salāh al-Halabī und andere. Viele der Überlieferungen, die er at-Tūsī überlieferte, wurden von diesem in sein Kitāb Tahḏīb al-aḥkām aufgenommen, eine der kanonischen Sammlungen imamitischer Überlieferungen. Al-Mufīds Einfluss auf die spätere imamitische Theologie blieb jedoch begrenzt, da asch-Scharīf al-Murtadā und at-Tūsī die Lehre der Basrischen Muʿtazila der seinen vorzogen.

## Werke
Al-Mufīd war ein sehr produktiver Gelehrter. Nach Fuat Sezgin beläuft sich die Zahl seiner Schriften auf etwa 200. M. J. McDermott liefert eine Liste mit 172 Titeln. Von diesen Schriften sind allerdings nur wenige erhalten, teilweise vollständig, teils in Form umfangreicher Zitate in Werken anderer Autoren. Einige sind nur dem Titel nach bekannt. Al-Mufīd schrieb Widerlegungen zu Abhandlungen und Ansichten von Muʿtaziliten wie Dschaʿfar ibn Harb, al-Dschāhiz, Abū ʿAlī al-Dschubbā'ī, Abū l-Qāsim al-Balchī, al-Wāsitī, Ibn al-Ichschīd, Abū ʿAbdallāh al-Basrī, al-Rummānī, al-Chālidī, as-Sāhib ibn ʿAbbād und ʿAbd al-Dschabbār ibn Ahmad, von sunnitischen Theologen wie Ibn Kullāb und al-Karābīsī, von Korangelehrten wie Qutrub und Thaʿlab, von den sufischen Anhängern al-Hallādschs und von imamitischen Gelehrten, mit denen er nicht übereinstimmte, wie Ibn Bābawaih, Ibn ʿAun al-Asadī und Ibn Dschunaid al-Iskāfī. Die breite Anerkennung seiner Autorität unter den Imamiten außerhalb Baghdads spiegelt sich in seinen schriftlichen Antworten auf Fragen wider, die ihm von Gemeinden in Choresmien, Nischapur, Tabaristan, Dinawar, Chuzistan, Fars und Raqqa zugesandt wurden. Abgesehen von einigen wenigen datierten Schriften ist die Chronologie des Gesamtwerks von al-Mufīd unbekannt.

### Awāʾil al-maqālāt fī l-maḏāhib wa-l-muḫtārāt
Bei Awāʾil al-maqālāt fī l-maḏāhib wa-l-muḫtārāt („Die fundamentalen Abhandlungen über die Lehrrichtungen und bevorzugten Positionen“) handelt es sich nach Martin J. McDermott um das wichtigste von al-Mufīds theologischen Werken. Der Autor grenzt darin die Schia von der Muʿtazila ab. Während die Essenz der Schia das loyale Festhalten am Befehlshaber der Gläubigen ʿAlī und der Glaube an sein Imamat seien, sei die essentielle Lehre der Muʿtazila das Konzept der Mittelposition des großen Sünders. Da keiner von den Schiiten die Lehre von der Mittelposition vertrete, seien sie auch keine Muʿtaziliten. Josef van Ess beschreibt das Buch als eine Art ʿAqīda, in der al-Mufīd seiner eigenen Lehrmeinung vor dem Hintergrund abweichender, vor allem muʿtazilitischer Lehren Ausdruck verlieh.
Das Werk gliedert sich in drei Teile: Der erste Teil grenzt die Imamiten von anderen Gruppen, insbesondere den Muʿtaziliten, ab; der zweite Teil behandelt Gottes Einheit und Gerechtigkeit, das Prophetentum, das Imamat und die Rückkehr (raǧʿa); der dritte Teil behandelt Verstreutes ohne erkennbaren Plan. Es gibt zahlreiche Textausgaben, eine davon erschien 1983 in Beirut. Der Text ist von Dominique Sourdel 1972 ins Französische übersetzt worden, der letzte Teil fehlt allerdings.

### Weitere Werke
Weitere Schriften, die sich erhalten haben, sind:
- Taṣḥīḥ al-Iʿtiqād, kritischer Kommentar zu al-Iʿtiqādāt von Ibn Bābawaih. Al-Mufīd wirft seinem Lehrer darin systematisch vor, zu sehr der Tradition verhaftet zu sein und diese nicht ausreichend kritisch zu analysieren.[28] In diesem Werk wies er auch Ibn Bābawaihs Behauptung zurück, dass alle Imame von ihren Gegnern ermordet worden seien.[23]
- ar-Risāla al-muqniʿa, ein theologisches und rechtliches Kompendium. Der erste Teil von at-Tūsīs Kitāb Tahḏīb al-aḥkām, das noch zu Lebzeiten al-Mufīds geschrieben wurde, ist ein Kommentar dazu.[23]
- al-Iršād fi maʿrifat ḥuǧaǧ Allāh ʿalā l-ʿibād, ist eine kommentierte Sammlung von Traditionen über die zwölf Imame. Es wurde von de I. K. A. Howard unter dem Titel The Book of Guidance into the Lives of the Twelve Imams (London 1981) ins Englische übersetzt.
- Kitāb al-Ǧamal, monographische Abhandlung über die Kamelschlacht. Sie wurde von M. Rouhani unter dem Titel La Victoire de Bassora ou al-Jamal ins Französische übersetzt.[34]
- al-Asʾila as-Sarawīya oder al-Masāʾil as-Sarawīya, Antworten auf Fragen, die ihm as-Saiyid al-Fādil asch-Scharīf in Sāriya gestellt hatte.[35] Das Werk wurde 1992 in Iran ediert.[36]
- al-Masāʾil al-ʿUkbarīya, Antworten auf Fragen von Abū l-Laith as-Sirādsch.[35]
- al-Fuṣūl al-muḫtāra min al-ʿUyūn wa-l-maḥāsin, posthum von asch-Scharīf al-Murtadā zusammengestelltes Werk mit Traditionen und Erörterungen über schiitische Geschichte, Theologie und Jurisprudenz.[37]
- al-Amālī, Mitschriften seiner Lehrsitzungen aus den Jahren 1013 bis 1021.[38]

## Lehren

### Dogmatik

#### Gotteslehre
In der Theologie übernahm al-Mufīd größtenteils die Doktrin von Abū l-Qāsim al-Balchī (gest. 932), dem damaligen Oberhaupt der Bagdader Schule der Muʿtazila. Ausgeschlossen davon waren Themen, die wichtige imamitische Dogmen, das Imamat und verwandte Punkte berührten. Al-Mufīd meinte, dass die Beschreibung von Gott als lebendig, mächtig und wissend begreifliche Bedeutungen vermittelt. Die Lehre von in Gott bestehenden Attributen und die Ahwāl-Lehre von Abū Hāschim al-Dschubbā'ī wies al-Mufīd jedoch ebenso zurück wie die Lehre von der Schau Gottes. Gott kann seiner Auffassung nach dem Menschen nur auferlegen, was dieser zu leisten imstande ist, womit er sich implizit gegen die Lehre vom Taklīf mā lā yutāq aussprach. Ähnlich wie Abū ʿAlī al-Dschubbā'ī meinte al-Mufīd, dass Gott den Menschen, solange sie mukallaf sind, in ihren religiösen und weltlichen Angelegenheiten nur das Beste der Dinge (aṣlaḥ al-ašyāʾ) zukommen lasse.

#### Das Imamat
Das Schiitentum besteht für al-Mufīd in der loyalen Gefolgschaft gegenüber dem Befehlshaber der Gläubigen (d. h. ʿAlī ibn Abī Tālib), dem Glauben an sein Imamat unmittelbar nach dem Gottesgesandten und der Zurückweisung des Imamats derjenigen, die ihm in der Position vorausgingen. Al-Mufīd lehrte, dass die Imame, die bei der Umsetzung der Gebote, der Verhängung der Hadd-Strafen, der Bewahrung der religiösen Gesetze und der Züchtigung der Menschen an die Stelle der Propheten treten, entsprechend der ʿIsma der Propheten vor Fehlern geschützt sind. Die Auffassung, dass die Imame auch das Verborgene (al-ġaib) kennen, wies al-Mufīd aber zurück, weil er meinte, dass dies allein Gott zukomme. Dafür können aber bei ihnen Wunder (muʿǧizāt) und Zeichen (aʿlām) sichtbar werden. Dies gilt nach al-Mufīds Auffassung auch für die Agenten, Botschafter und als „Pforten“ (abwāb) bezeichneten Hauptschüler des Imams.
Aufgabe der Menschen ist es nach al-Mufīd, den Imam ihres Zeitalters zu kennen. Hierbei beruft er sich auch auf die imamitische Tradition, nach der derjenige, der stirbt, ohne den Imam seiner Zeit zu kennen, einen Dschāhilīya-Tod gestorben ist. Al-Mufīd hat einen großen Teil seiner Schriften der Verteidigung der rechtmäßigen Nachfolge des Imamats von ʿAlī und seinen elf Nachkommen gewidmet. Da sich der Imam seiner Zeit in der Verborgenheit befindet, befasst er sich auch mit diesem Thema und seinen zwei speziellen Problemen, dem Grund für die Verzögerung bei der Rückkehr des Mahdi und seiner wunderhaften Bewahrung vor dem Altern in der Verborgenheit. Während der Verborgenheit des Imams ist nach al-Mufīd Taqīya zulässig, wenn der Gläubige um sein Leben fürchtet. In manchen Fällen kann sie auch zur Pflicht werden.

#### Eschatologie
Al-Mufīd bekräftigte auch den Glauben an die Radschʿa. Demnach soll in den letzten Tagen vor dem Ende der Welt der Mahdī aus der Familie Mohammeds zurückkehren, um geschehenes Unrecht zu rächen. Gott wird auch viele der guten und schlechten Menschen für eine letzte Schlacht wieder zum Leben erwecken. Die Guten sollen bei dieser Schlacht siegen. Danach werden beide Parteien erneut sterben, um auf die endgültige Auferstehung am Tag des Jüngsten Gerichts zu warten. Entgegen der Behauptung der Muʿtazila, dass der reuelose Sünder im Jenseits unbedingt bestraft wird, bekräftigte al-Mufīd den Glauben der Imamiten an die wirksame Fürsprache des Propheten und der Imame für die Sünder ihrer Gemeinschaft.

#### Die Frage der Verfälschung des Korans
Al-Mufīd meinte, dass der Koran „hervorgebracht“ (muḥdaṯ) sei, doch lehnte er die Formulierung, dass er erschaffen sei, ab. Nach seiner Auffassung bezeichnete al-Qurʾān ursprünglich neben den göttlichen Offenbarungen auch die inspirierten und vollständigen Kommentare von ʿAlī ibn Abī Tālib. ʿAlīs Gegner hätten aber aus diesem „Koran“ die Texte des ersten Imams entfernt. Es habe also eine Zensur stattgefunden, doch seien die göttlichen Worte nicht davon betroffen gewesen. Die bei den Imamiten verbreitete These, dass es spätere Zusätze gebe, lehnte er in Awāʾil al-maqālāt nicht kategorisch ab, sondern akzeptierte, dass hier und da ein oder zwei Wörter zum Koran hinzugefügt worden sein könnten. Allerdings hielt er das für unwahrscheinlich, weil Gott im Koran nicht klar davon gesprochen habe.
In al-Asʾila as-Sarawīya beantwortet al-Mufīd eine Frage zur Integrität des Korantextes mit den Worten: „Es gibt keinen Zweifel daran, dass der gesamte Koran, der sich zwischen den beiden Buchdeckeln befindet, die Rede Gottes und seine Offenbarung (tanzīl) ist und in ihm keine Rede von Menschen ist, wobei er den Großteil des Offenbarten (ǧumhūr al-munazzal) darstellt.“ Hier scheint er also die These menschlicher Zusätze im Koran kategorisch zurück. Hinsichtlich des Restes der göttlichen Offenbarungen meinte al-Mufīd, dass er sich beim Hüter der Scharia, dem Verwahrer der religiösen Gebote (al-mustaḥfiẓ li-š-šarīʿa al-mustawdaʿ li-l-aḥkām) befinde, d. h. dem verborgenen und erwarteten zwölfte Imam. Wenig später verweist al-Mufīd jedoch darauf, dass die Imame nach der authentischen Überlieferung den Schiiten befohlen hätte, den Text zwischen den beiden Buchdeckeln zu rezitieren, ohne Hinzufügungen (ziyāda fīhi) oder Auslassungen (nuqṣān minhu) zu berücksichtigen. Al-Mufīd scheint hier die Existenz von menschlichen Hinzufügungen zum Koran vorauszusetzen, was im Widerspruch zu seinen obengenannten Aussagen steht. Al-Mufīd scheint sich bewusst zweideutig auszudrücken und sich selbst zu widersprechen.
In einem dritten Werk schließlich, al-Masāʾil al-ʿUkbarīya, erklärt al-Mufīd hinsichtlich des von ʿUthmān ibn ʿAffān zusammengestellten Textes des Korans, dass für ihn zwar das Prinzip des Iʿdschāz gelte, aber nur der Großteil dieses Textes offenbart sei, nicht der ganze. Erneut vertritt al-Mufīd die These, dass es in der Version des Koran, die sich durchgesetzt hat, menschliche Zusätze, gibt.
M.A. Amir-Moezzi erklärt die Uneindeutigkeit von al-Mufīds Position damit, dass er sich historisch und dogmatisch an einem größeren Wendepunkt der Zwölfer-Schia befand, der Buyiden-Zeit, die eine zunehmende Marginalisierung der ursprünglichen esoterischen Tradition mit sich brachte, in der die These von der Koranfälschung sehr präsent war, sowie die zunehmende Konsolidierung der rationalistischen Tradition, deren Vertreter die Politik der regierenden buyidischen Prinzen unterstützten und eine Annäherung an die „orthodoxen“ sunnitischen Positionen anstrebten. Die selbst auferlegte Zurückhaltung zeigt sich auch darin, dass er nur einer einzigen Stelle Mufīd eine unkanonische Lesart des Korans zitiert. Es handelt sich um eine Passage in al-Iršād, wo er einen Teil aus Sure 33:25 nach ʿAbdallāh ibn Masʿūd mit der expliziten Nennung von ʿAlī ibn Abī Tālib zitiert: „Gott ersparte den Gläubigen durch ʿAlī den Kampf (wa-kafā Llāhu l-muʾminīn al-qitāl bi-ʿAlī).“ Nach Amir-Moezzi ist diese Uneindeutigkeit bis heute für sehr viele imamitische Denker der rationalistischen Usūlīya, die seiner Methode folgten, kennzeichnend.

#### Weitere Punkte
In Übereinstimmung mit früheren imamitischen Theologen wie Hischām ibn al-Hakam, Abū Sahl ibn Naubacht und seinem Lehrer Abū l-Dschaisch lehnte al-Mufīd die materialistische muʿtazilitische Identifikation des Menschen mit dem Körper oder einem Teil davon ab und definierte das Wesen des Menschen als Geist und einfache Substanz (ǧauhar basīṭ). Zudem lehnte er auch die grundlegende muʿtazilitische Position ab, dass die wesentlichen Wahrheiten der Religion allein durch die Vernunft (ʿaql) entdeckt werden könnten und müssten, und bestand darauf, dass die übermittelte Lehre (samʿ) unabdingbar ist, damit die Vernunft religiöses Wissen erlangen kann.
Al-Mufīd schreibt den Imamiten die Lehre zu, dass der Islam etwas anderes ist als der Glaube. Jeder Gläubige sei zwar ein Muslim, aber nicht jeder Muslim ein Gläubiger. Diejenigen, die große Sünden begangen haben, sind nach ihm Gläubige hinsichtlich ihres Glaubens an Gott, den Propheten und seine Botschaft, aber Frevler (fāsiqūn) hinsichtlich ihrer großen Sünden. Die muʿtazilitische Lehre von der Zwischenstellung des großen Sünders zwischen Gläubigen und Ungläubigen (al-manzila bain al-manzilatain) lehnte al-Mufīd als mit dem Schiitentum unvereinbar ab.

### Normenlehre
Im religiösen Recht lehnte al-Mufīd die Verwendung von Idschtihād und Qiyās ab und kritisierte seinen älteren Zeitgenossen Abū ʿAlī Muhammad ibn Ahmad al-Iskāfī, den er in Bagdād kennengelernt hatte und von dem er Überlieferungen übertrug, dafür, dass er deren Verwendung befürwortete. Ebenso kritisch stand er der imamitischen traditionalistischen Schule von Qumm gegenüber, der er vorwarf, oft widersprüchliche einzelne Überlieferungen (āḥād) der Imame als Grundlage des Rechts zu akzeptieren. Er vertrat die Ansicht, dass einzelne Überlieferungen nur dann gültig seien, wenn sie durch eine der Quellen sicheren Wissens, die Vernunft, einen koranischen Text, eine Überlieferung, die weit überliefert (mutawātir) ist, oder den Konsens der Muslime oder der Imamiten gestützt werden können.
In der umstrittenen Frage nach der Länge des Monats Ramadan folgte al-Mufid zunächst seinem Lehrer Ibn Qūlūya, der davon ausging, dass er immer volle dreißig Tage umfassen müsse, eine Doktrin, die auch im fatimidischen Recht vertreten wurde. Später änderte er seine Position aber und vertrat die Ansicht, dass die Länge des Ramadan durch die Sichtung des Neumonds bestimmt wird, was zur imamitischen Standardlehre wurde.